# Traité de Madrid (1795)
Pour les articles homonymes, voir Traité de Madrid.

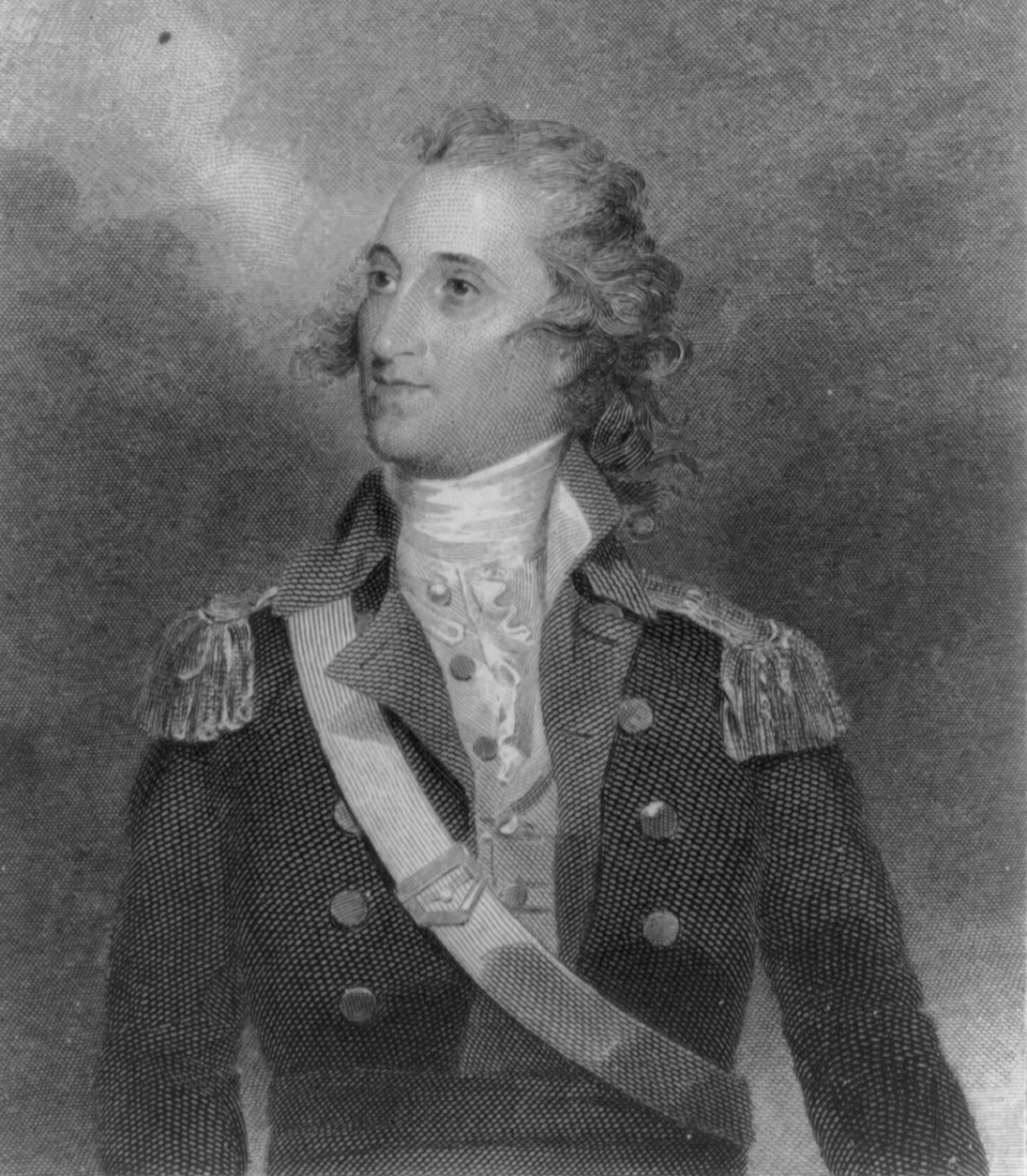
Thomas Pinckney.

Le traité de Madrid, connu aussi sous les noms de traité de Pinckney ou traité de San Lorenzo, fut signé à San Lorenzo de El Escorial le 27 octobre 1795 entre l'Espagne et les États-Unis. Pour les États-Unis, il s'agit de garantir les droits de navigation sur toute la longueur du Mississippi. Pour l'Espagne, de maximiser le produit fiscal d'une région où la culture du coton est en pleine explosion.

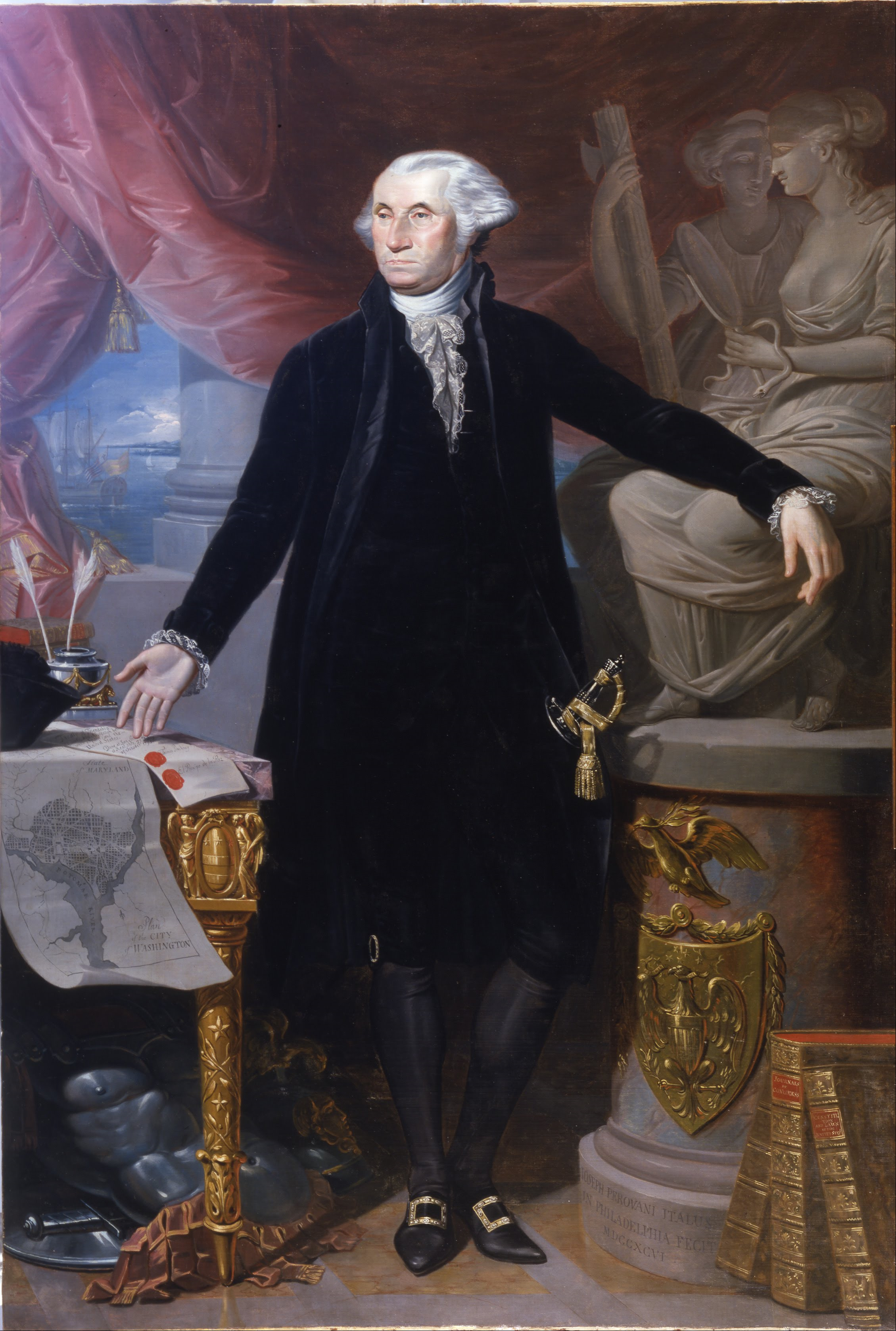
Portrait de George Washington avec références symboliques au Traité de Madrid.

## Un traité pour favoriser et valoriser la culture du coton, en s'en partageant les bénéfices
Le traité consacrait le repli de l'Espagne sur l'extrême sud du bassin du Mississippi, au sud du Natchez District, en pleine période de spéculations foncières appelée scandale de Yazoo Land. Les planteurs de coton voulaient l'exemption des taxes frappant la navigation sur le Mississippi, par un droit à entreposer leur coton dans une zone franche du port de La Nouvelle-Orléans. Cette disposition ne sera cependant appliquée qu'en 1798, le principal bénéficiaire étant Daniel Clark, un gros négociant du Natchez District, qui avait testé dès 1796 une copie de l'égreneuse à coton (cotton gin) inventée en 1794 par Éli Whitney, à l'origine d'une révolution dans l'histoire de la culture du coton.

## Trois ans après, la création du territoire du Mississippi

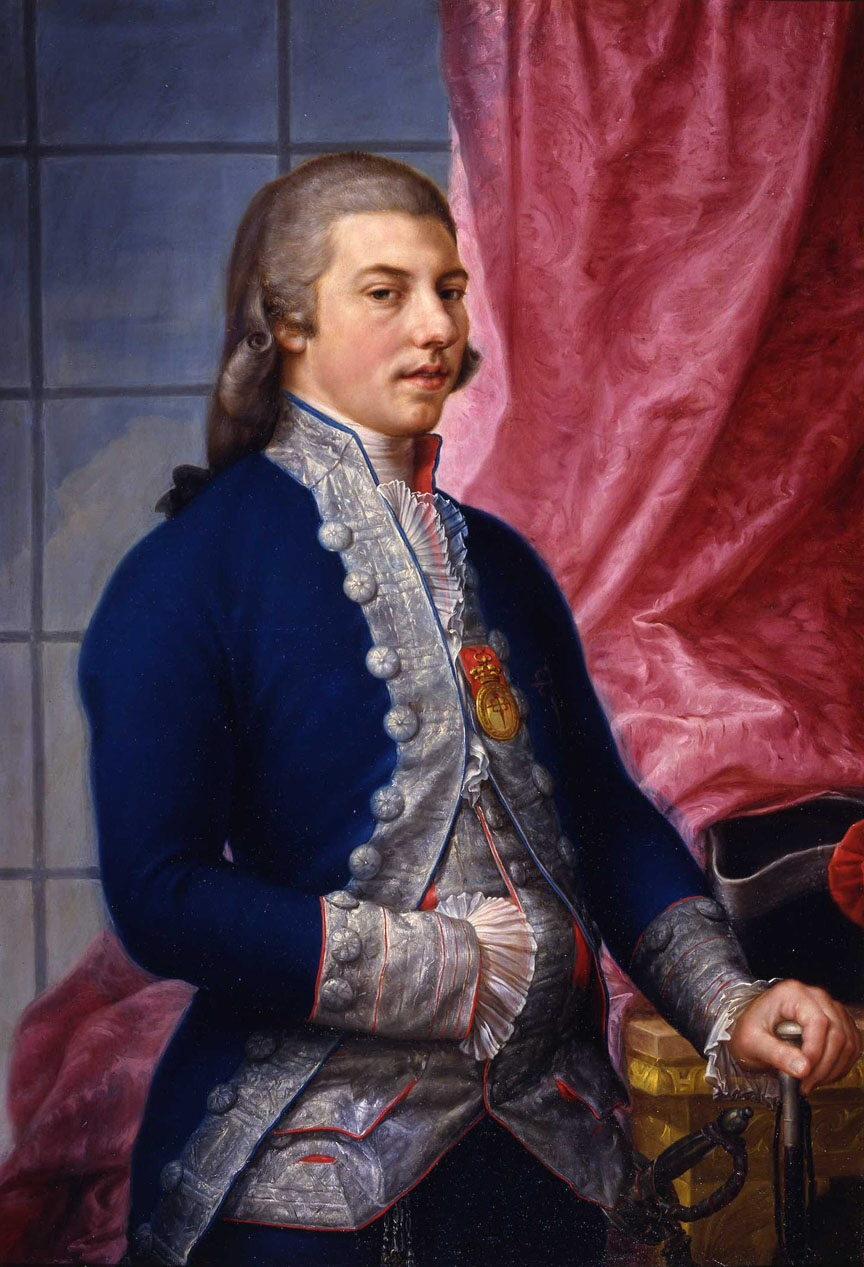
Manuel Godoy.

Signé le 27 octobre 1795, le traité fut présenté au sénat américain le 26 février 1796, ratifié le 7 mars, après trois semaines de débat, puis ratifié par l'Espagne le 25 avril et proclamé le 3 août. Le territoire cédé par l'Espagne fut constitué en 1798 par les États-Unis en territoire du Mississippi, qui sera plus tard divisé en territoire du Missouri, au nord et en territoire d'Orléans, après la vente de la Louisiane de 1803, alors que le nouveau président américain, Thomas Jefferson avait nommé gouverneur de ce territoire le controversé général James Wilkinson.
Le diplomate Thomas Pinckney négocia le traité pour les États-Unis et fut présenté l'année de sa ratification, en 1796, par le parti républicain à l'élection présidentielle américaine de 1796, où il fut cependant battu in-extremis par le fédéraliste John Adams, mais avec une majorité suffisamment faible pour que ce dernier soit obligé de prendre un vice-président républicain, en la personne de Thomas Jefferson.
Le traité fut négocié pour l'Espagne par don Manuel Godoy, premier ministre depuis 1792 d'un empire alors en difficulté. Soucieux de sauver son allié Louis XVI, il était entré en guerre avec la France dès 1793. Il signa trois mois avant le traité de Madrid, le traité de Bâle, le 22 juillet 1795 (4 thermidor An III), un ensemble de deux traités signés respectivement entre la France et la Prusse et entre la France et l'Espagne, par lequel les deux pays signaient la paix avec la France révolutionnaire, abandonnant ainsi la Première Coalition.
Don Manuel Godoy signa l'année suivante le traité de San Ildefonso par lequel France et Espagne s'engageaient à la défense et à l'attaque mutuelle face à l'Angleterre, qui à ce moment menaçait la flotte espagnole lors de ses traversées vers l'Amérique.
Il signa ensuite, secrètement, avec Bonaparte, le traité de San Ildefonso, alors que l'Espagne subissait la pression française. Bonaparte promit la création d'un royaume d'Étrurie en Italie qui dépendrait directement de l'Espagne, en échange de la Louisiane, de la mise à sa disposition de la Flotte royale espagnole (Armada Real Española) pour la guerre contre le Royaume-Uni, et de la déclaration de guerre contre le Portugal (Guerra de las Naranjas ou « guerre des Oranges »).

## De nouvelles complications après 1800
Le 1er octobre 1802, Louis-André Pichon (1771-1850), diplomate français, dut écrire au gouvernement américain pour le rassurer lorsque l'intendant espagnol de La Nouvelle-Orléans décide de mettre fin au droit de dépôt des marchands américains dans le port, qui est propriété française depuis 1800 à la suite d'un traité secret.
Une autre complication pour l'Espagne sera la révolte menant à la création de l'éphémère république de Floride occidentale, annexée dès sa création en 1810 par les États-Unis, épisode dans lequel le négociant Daniel Clark joua aussi un rôle important.